# Maria Teresa Ahlefeldt
Maria Teresa Ahlefeldt (Ratisbona, 28 de febrer de 1755 – Praga, 10 de desembre de 1810) va ser una escriptora, pianista i compositora alemanya naturalitzada danesa coneguda per ser la primera compositora de Dinamarca.
Maria Teresa va ser la primera filla de Ferran Alexandre III, Príncep de Thurn i Taxis (1704–1773) i la seva tercera esposa, la princesa Maria Enriqueta de Fürstenberg-Stühlingen (1732–1772) i la germana menor de Carles Anselm IV, príncep de Thurn i Taxis i net de Maria Augusta de Thurn i Taxis. Va créixer en l'ambient cultural de la cort principesca de Ratisbona, Maria Teresa estava compromesa amb Josep Príncep de Fürstenberg (1772–1776) fins a la seva relació amb el príncep Felip de Hohenlohe. En 1780 va fugir sota amenaça d'arrest, després de casar-se amb el noble danès Ferran, Comte d'Ahlefeldt-Langeland (1747–1815), en contra dels desitjos de la seva família. Es va traslladar a Dresden el 1798 i més tard va viure a Praga des de 1800 fins a la data de la seva mort.